# Getting Things Done
Getting Things Done, GTD, dosł. doprowadzanie roboty do końca – popularna metoda organizacji zajęć, oparta na kolekcjonowaniu spraw i zarządzaniu listami zadań i projektów. Twórcą metody jest David Allen, który opisał ją w książce pt. Getting Things Done. The Art of Stress-Free Productivity, wydanej w 2001. 

## Założenia metody
Celem GTD jest zwolnienie z obowiązku pamiętania o wszystkich zobowiązaniach i planach, a jednocześnie zachowanie wysokiej produktywności w pracy i życiu prywatnym.
Według Allena dwa kluczowe elementy w zarządzaniu czasem to kontrola i perspektywa. Kontrolę nad zobowiązaniami zapewnia szczegółowy proces GTD, natomiast na perspektywę pozwala ujęcie bieżących zadań w kontekście sześciu poziomów:
1. Bieżące zadania
2. Bieżące projekty
3. Obszary odpowiedzialności
4. Cele roczne
5. Wizja na 5 lat
6. Całe życie

## Podstawowe elementy GTD
Allen podzielił GTD na pięć procesów. Polskie terminy podane zostały najczęściej za polskim przekładem książki, w nawiasach terminy oryginalne.

### Kolekcjonowanie
Kolekcjonowanie (ang. collection) to proces zbierania wszystkich zobowiązań, notatek, planów i pomysłów do jednego miejsca, które Allen nazywa po prostu „koszykiem”. Może być to półka na dokumenty, skrzynka odbiorcza w programie pocztowym, notatnik, lista w PDA – lub ich dowolna kombinacja. Kolekcjonowanie pozwala na przeniesienie wszystkiego z głowy do konkretnego miejsca, a jednocześnie uwolnienie z psychicznego obciążenia. Konieczne jest regularne opróżnianie tego koszyka poprzez proces analizy.

### Analiza
Na analizę (ang. processing) składa się ścisła procedura decyzyjna, oparta na założeniach:
- Rozpocząć analizę od początku koszyka. Allen proponuje rozpoczynać od ostatnich spraw, według zasady LIFO,
- Zajmować się tylko jedną sprawą jednocześnie,
- Nigdy nie wstawiać niczego z powrotem do koszyka.

Kluczowe pytania, jakie obejmuje analiza wiążą się z decyzją:
- czy dana sprawa wymaga jakiejś akcji? (ang. Is it actionable?)
- jeśli nie, możliwe są następujące działania:
  - przeniesienie do archiwum
  - przeniesienie na listę „być może/w przyszłości” (ang. someday/maybe)
  - wyrzucenie do śmieci
- jeśli tak, jakie jest następne zadanie związane z tą sprawą? (ang. What’s the next action?) – a mając to zadanie określa się decyzje
  - zrobić to (jeśli zajmuje mniej niż dwie minuty)
  - delegować innej osobie
  - odłożyć
    - do kalendarza, jeśli zadanie zostało ściśle określone czasowo
    - do listy następnych zadań, aby zostało wykonane tak szybko, jak to jest możliwe

Zasadnicza jest reguła dwóch minut: jeśli zrobienie czegoś zajmuje mniej niż 2 minuty, należy to zrobić od razu, a nie przenosić tego zadania do dalszego etapu.

### Porządkowanie
Porządkowanie (ang. organizing) zadań, będących efektem poprzedniego etapu zapewnia prawidłową organizację pracy.
Następne zadanie (ang. next action) to najmniejsza cząstka pracy gotowa do wykonania natychmiast, nie posiada wewnętrznych kroków. Zadania powinny być zorganizowane według kontekstu ich wykonania, tak aby w momencie wykonania jednego zadania, mieć pod ręką i inne. Przykładowe konteksty to:
- przy komputerze
- w biurze
- w domu
- na mieście
- telefony do wykonania
- agendy (na spotkanie z określoną osobą)

Projekt (ang. project) to każda „dziura” w zobowiązaniach, która wymaga wykonania więcej niż jednego zadania. Każdy projekt powinien mieć przypisane choć jedno następne zadanie.
Np. projektem może być „Napisanie raportu”, zaś kolejnymi zadaniami „Zadzwoń do Tomka w sprawie terminu”, „Zrób pobieżny plan”. Listy zadań i projektów mogą być utrzymywanie fizycznie w programie komputerowym, lub pisane ręcznie.
Specjalne rodzaje list to:
- Zadania oczekujące (ang. waiting for) – w przypadku wydelegowania zadania do innej osoby,
- Być może/w przyszłości (ang. someday/maybe) – zadania lub projekty, co do których nie podejmuje się obecnie żadnych zobowiązań

Allen ogranicza funkcję kalendarza wyłącznie do przypominania o zadaniach, które muszą być wykonane w danym momencie.

### Przegląd
Przegląd (ang. review) to obowiązek codziennej inspekcji list zadań i kalendarza. Przynajmniej raz w tygodniu Allen zaleca wykonanie pełnego przeglądu (weekly review), w którym następuje przetwarzanie spraw z koszyka i przeglądanie wszystkich zadań i projektów.

### Realizacja
Realizacja (ang. doing) obejmuje według Allena trzy rodzaje aktywności:
- wykonywanie zaplanowanej pracy
- wykonywanie pracy, która się pojawia niespodziewanie
- planowanie pracy

Kluczem do sukcesu GTD ma być odpowiednia równowaga między pracą zaplanowaną a niespodziewaną.
Wybór zaplanowanych zadań do wykonania w danym momencie ma być efektem wyboru opartego na czterech kryteriach:
- kontekst, w którym akurat się znajdujemy (np. „telefon”, skłania do wykonania wszystkich telefonów z listy)
- dostępny czas
- dostępna energia
- priorytet

W przeciwieństwie do innych systemów zarządzania czasem Allen nie zaleca stosowania systemu oceny priorytetów (np. ABC).

## Popularność metody
Książka Getting Things Done ukazała się w 2001, od początku wspierała ją firma szkoleniowa Allena, DavidCo.
Jednak w ciągu kilku lat metoda GTD stała się bardzo popularna w internecie – jej użytkownicy promują ją w oderwaniu od książki i firmy Allena. Powstały m.in. serwisy internetowe zawierające porady nt. produktywności, wśród których GTD zajmuje główne miejsce, np. 43 Folders i Lifehacker. Pomysły Allena zostały także rozwinięte przez wielu autorów blogosfery.
W 2005 Magazyn Wired nazwał GTD nowym kultem ery informacji, omawiając entuzjazm, z jakim ta metoda spotkała się wśród pracowników umysłowych oraz informatyków.
W 2007 tygodnik „Time” nazwał Getting Things Done „książką o samorozwoju bieżącej dekady”, porównując jej znaczenie do tego, jakie w latach 90. miała 7 Habits of Effective People Stephena Coveya.
W Polsce pierwsze wzmianki o GTD zaczęły się pojawiać na blogach około roku 2005. Polskie wydanie książki Allena, zatytułowane Sztuka efektywności. Skuteczna realizacja zadań ukazało się w 2006, aktualizacja Getting Things Done, czyli sztuka bezstresowej efektywności w 2008, a  drugie wydanie w 2015.

## Zastosowanie metody
Jednym ze źródeł popularności metody Allena jest jej elastyczność – GTD oferuje procesy, które można realizować na wiele sposobów. Dlatego metodę wykorzystują często zwolennicy lifehackingu, którzy przystosowują do niej istniejące narzędzia (pliki tekstowe, klienty poczty elektronicznej, strony oparte na wiki, programy do zarządzania czasem) lub tworzą nowe. Niektóre sposoby użycia GTD opierają się wyłącznie na materiałach papierowych. Istnieje obecnie wiele programów komputerowych wspomagających pracę metodą GTD.